# Den röda nejlikan (film, 1982)
Den röda nejlikan (engelska: The Scarlet Pimpernel) är en brittisk dramafilm från 1982 i regi av Clive Donner. Filmen är baserad på baronessan Orczys romaner Röda nejlikan och Eldorado.

## Rollista i urval
- Anthony Andrews - Sir Percy Blakeney / Den röda nejlikan
- Jane Seymour - Marguerite Blakeney
- Ian McKellen - Paul Chauvelin
- James Villiers - the Baron de Batz
- Malcolm Jamieson - Armand St. Just, Marguerites bror
- Eleanor David - Louise, fransk skådespelare
- Richard Morant - Robespierre, ledare av Franska revolutionen
- Dominic Jephcott - Sir Andrew Ffoulkes
- Christopher Villiers - Lord Antony Dewhurst
- Denis Lill - the Count de Tournay
- Ann Firbank - the Countess de Tournay
- Tracey Childs - Suzanne de Tournay
- Julian Fellowes - Prinsen av Wales
- Mark Drewry - Lord Timothy Hastings
- John Quarmby - Ponceau
- David Gant - Fouquet
- Geoffrey Toone - the Marquis de St. Cyr
- Joanna Dickens - tant Lulu
- Richard Charles - Louis-Charles, tronarvinge i Frankrike